# Avertissement (signal)
Pour les articles homonymes, voir Avertissement.

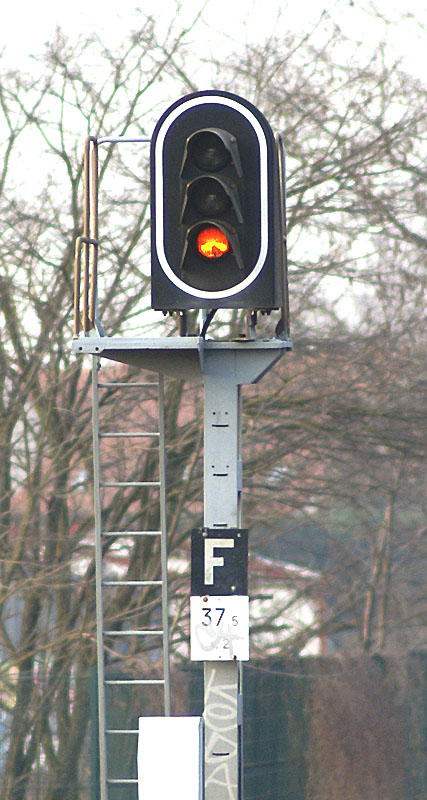
Avertissement.

L’avertissement est un signal ferroviaire de la SNCF.

## Type lumineux et mécanique
En signalisation lumineuse, l'avertissement est présenté sous forme d'un feu jaune fixe.
En signalisation mécanique, il est présenté sous forme d'une cocarde (tableau) jaune, de forme losange.

## Principe

### Fonctionnement
L'avertissement commande au conducteur d'être en mesure de s'arrêter avant le prochain signal d'arrêt fermé (carré ou sémaphore) ou d'observer un feu rouge clignotant. L'avertissement peut également annoncer un heurtoir, ou un panneau de signalisation anormalement éteint.
Lorsqu'il perçoit un avertissement, le conducteur de trains est tenu d'adopter une « vitesse sécuritaire d'approche » (VISA) lui permettant de s'arrêter avant le signal d'arrêt ou le heurtoir annoncés. Cette VISA est décomposée en quatre phases de freinage, la troisième d'entre elles imposant au conducteur de repérer sur le terrain une « zone d'approche » commençant (généralement) 200 mètres en amont du signal d'arrêt et « d’abaisser la vitesse du train pour aborder la zone d’approche à la vitesse requise de 30 km/h au maximum »,.
Si le train est dirigé vers une voie à quai court, ou raccourcie par la présence d'un autre train ou par la présence d'un panneau présentant un signal d'arrêt situé au milieu du quai, le panneau d'entrée de gare peut conjointement présenter l'avertissement avec une bande lumineuse jaune horizontale.
Lorsque l'avertissement est conjointement présenté avec le rappel de ralentissement à 30 km/h (en signalisation lumineuse) ou avec le rappel de ralentissement à 60 km/h, il est toujours situé dans la partie inférieure de l'écran du panneau.
Lorsque l'avertissement est accompagné d'un tableau G (ou D qui indiquent la destination vers un faisceau de garage ou de dépôt), il impose l'arrêt avant tout chevron pointe en haut ou pointe en bas 
En BAPR, le signal d'entrée du canton suivant est annoncé par un signal porté par un panneau d'annonce de forme généralement circulaire et possédant une plaque d'identification A. Si ce panneau d'annonce est éteint, il faut alors le considérer comme présentant l'avertissement, et par conséquent réduire sa vitesse de manière à être en mesure de s'arrêter au panneau d'entrée du canton suivant.

### Interactions avec le contrôle de vitesse par balises
Sur les lignes équipées du contrôle de vitesse par balises (KVB), le franchissement du train à l'avertissement fait apparaître deux zéros, orange, sur le visualisateur auxiliaire du KVB, ce qui oblige le conducteur à réduire sa vitesse à 30 km/h. Si le signal annoncé est un carré et qu'il n'est toujours pas ouvert lors du passage du train sur les balises de proximité (situées environ 200 m avant le panneau), le visualisateur auxiliaire affiche alors trois zéros (orange), ce qui oblige le conducteur à réduire sa vitesse à 10 km/h. Par contre, si le signal s'est ouvert avant le passage du train sur les balises de proximité, les deux zéros restent alors affichés sur le visualisateur auxiliaire jusqu'au franchissement du signal.
L'ouverture de ce signal n'autorise pas le conducteur à reprendre sa vitesse normale tant que le panneau correspondant n'est pas franchi par la tête du train et que les deux (ou trois) zéros affichés au visualisateur ne disparaissent pas.

### Interactions avec la répétition des signaux optiques
L'avertissement étant un signal fermé, si le crocodile correspondant au panneau est implanté, il répète alors fermé en cabine avec le clignotement de la lampe de signalisation signal fermé (LSSF) et un « bip » d'attention. Le signal doit alors être acquitté par l'appui du bouton-poussoir acquittement signal fermé (BP(AC)SF), ce qui provoque l'allumage fixe de LSSF ; dans le cas contraire, le train est automatiquement arrêté en urgence. LSSF s'éteint ensuite lors du franchissement du prochain signal répétant ouvert.

### Règles propres à la voie unique
Règle particulière en voie unique, lorsqu'il précède une gare, l'avertissement :
- peut être utilisé pour annoncer un signal d'arrêt à main ou un guidon d'arrêt, présenté au voisinage du point habituel d'arrêt des trains en gare[3] ;
- annonce un TIV de rappel à 30 ou à 40 km/h (passage en pointe sur une aiguille non verrouillée) ;
- commande au conducteur l'arrêt obligatoire en gare. Le conducteur, après avoir marqué l'arrêt en gare, peut ensuite repartir s'il existe un signal de cantonnement (sémaphore ou carré) en sortie de la gare et que ce signal est ouvert. Dans le cas contraire, il ne peut repartir qu'après avoir reçu directement l'autorisation de départ donnée sous forme manuelle ou par écrit.

### Anomalie de signalisation
En signalisation lumineuse, l'avertissement peut aussi annoncer un signal éteint : ce fonctionnement est sécuritaire puisqu'en cas de défaillance d'un signal venant à s'éteindre, le signal qui le précède présentera l'avertissement, amenant le conducteur de train à s'arrêter au pied du signal éteint.